# ケモナー

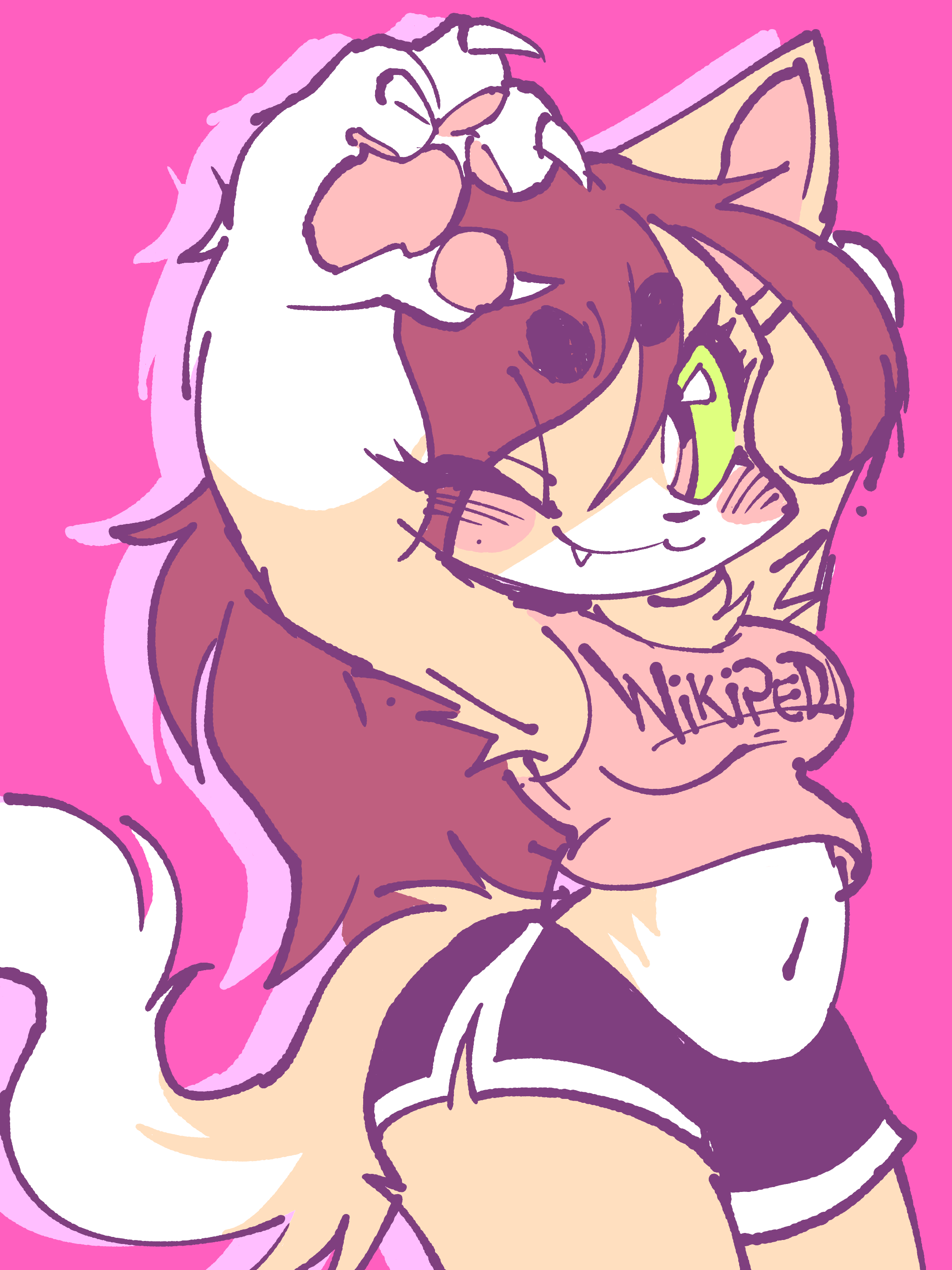
マズルや体毛などの動物の要素を残したまま擬人化されたキツネのキャラクター

ケモナーは、日本のサブカルチャー領域における、動物の要素を残したまま擬人化された動物キャラクターを愛好する人々を表す言葉である。また、前述したような動物キャラクターをケモノと呼ぶ。

## 定義
サブカルチャーの文脈においては、動物の擬人化表現として、耳や尻尾などの一部分のみが動物であるキャラクターが作られることも多いが、このようなキャラクターが「ケモノ」と見なされることは少なく、反対に、実際の動物に近い体型のキャラクターは愛好の対象となることが多い。「ケモノ」の判断基準としては顔のマズル（鼻口部）の有無や、体表の動物らしさなどが挙げられることが多く、研究者の猪口智広はこのことを「ヒトとの断絶」がケモノ/非ケモノを分かつ重要な要素として認識されているためだと解釈している。猪口はまた、ケモナーがキャラクターが人格を持っているかどうかについては問題とするものの、人格内部における理性・野性の多寡についてはほとんど問題としないことに触れた上で、ケモノを「ヒトでない存在でありながら、人間と相互理解できる可能性を持った存在として描き出された動物」であると定義している。

### 用語の歴史
「ケモナー」という言葉の発祥時期については諸説あるが、元『ゲーメスト』編集の瑞原螢の証言では1984年の末頃には『名探偵ホームズ』の二次創作作品をめぐる会話の中ですでに使われていた言葉であり、実際に1990年代後半の『ゲーメスト』および関連書籍には「ケモナー」の語がたびたび登場する。また一説によれば2000年代に発売されたPlayStation 2用ゲームである『.hack//G.U.』作中で取り上げられたことがきっかけで普及した。

### 定義に関する論争

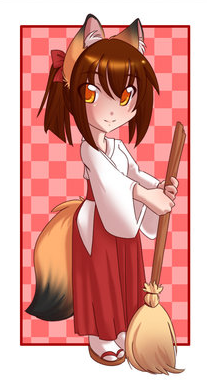
耳と尻尾にのみ動物の要素を残したキツネの擬人化キャラクター

獣耳のキャラクターを愛好する人々のことを「ケモナー」と呼ぶ例は散見されるものの、こうした用法は論議を呼ぶことがある。これは、「ケモナー」を自認するものが基本的に、獣耳の愛好者と自分たちが同一視されることをよく思わないためである。
2015年には獣耳キャラクターを扱ったスマートフォン向けゲームアプリ『けものフレンズ』を「ケモナー向け」と紹介し、「ケモナーの自覚はなかったが、自分もどうやらケモナーであるようだ」という内容の一文を載せた個人ブログが炎上し、ブログ運営者が謝罪文を掲載する事態となった。猪口は自らがケモナーであること、あるいは「ケモナー」という名称をポジティブに捉えていない者が多くいることが、この炎上の一因になったのではないかと推察している。ケモナーはケモノキャラクターを性的対象とみなすことがあるが、このことが獣姦愛好と同一視され異端視される傾向は強く、ゆえに「ケモナー」という語が否定的な意味で用いられることも多い。ケモナーが発祥した同人文化が内部指向性の強いものであることも相まって、ファン自身が積極的に自らの嗜好を公にすることは少なかった。このことは、日本においてこのファンダムの知名度が低かった理由のひとつであると考えられている。

## 文化
ファン同士の交流は同人即売会を中心とする限定的なものから始まったが、インターネットの普及とともにイラストサイトやSNSなどにファンコミュニティが広がり、2013年では少なくとも数千人の人口がいるとされている。2025年現在ではX（旧twitter）だけで約20万人ほどの人口になっている。ケモノを主題に扱う商業作品は少なく、自分でキャラクターや物語を作る「一次創作」を行うものも多い。また、着ぐるみの文化も盛んである。

### 経緯
「ケモノ」「ケモナー」呼称は特に1990年代の中盤以降、同人誌即売会や電子掲示板、あるいはアニメ・ゲーム雑誌などのサブカルチャー領域において多数の用例が認められるようになる。一方で1999年に『ポケットモンスター』の成人向け同人誌を描いた作家が逮捕された「ポケモン同人誌事件」の影響もあり、2010年代になるまでケモノのオンリー（主題をひとつだけに絞った同人誌即売会）は開催されなかった。これは獣耳キャラオンリーの「みみけっと」の初開催が2000年であることと対照的である。日本のオンリーイベントのうち代表的なものとしては2012年初開催の「けもケット」などがある。着ぐるみ関連のイベントとしては2005年より「日本初の獣化イベント」をうたった「とらんすふぁ」、2007年以降は事実上の後継イベント「Kemocon」が開催されている。猪口は、2013年のインタビューにおいて「元来、同人誌即売会に集まるコミュニティと、着ぐるみが好きなコミュニティには直接のつながりはあまり無かったが、こうしたイベントによりまとまりが可視化され、両者が統合された新たな『ケモノ』文化が生まれつつある」と述べている。2023年、航空自衛隊・御前崎分屯基地は全14体の公式マスコットキャラクターを公開した。そのうちの一体である「おまねこ」がケモナーの人々に響く設定や、見た目を的確に押さえたキャッチーなキャラとして注目を集めた。更に、広報活動の一環として同年の「けもケット」にておまねこの等身大パネルが設置され、大きな話題を呼んだ。

### 商業
「ケモナー」の語を広く普及させるきっかけになったともいわれるゲーム企画・開発会社のサイバーコネクトツーは「ケモノプロジェクト」を立ち上げ、アンソロジーやグッズを販売している。また、2015年よりケモナー向けのラブドール「けものひめ」を販売している株式会社YOSは、リサーチのなかでケモナーを対象としたアダルトグッズが存在しないことに気づき、ケモナー向けの「究極のアダルトグッズ」として同商品を作成した。2016年にリリースされたLGBT向けスマホゲームである『東京放課後サモナーズ』においては、ケモノ系のイラストを手掛ける人気商業・同人作家が積極的に起用された。